# 조은유 (배우)
조은유(曺珢逌, 1996년 5월 24일 ~ )는 대한민국의 배우이다.

## 출연

### 방송

#### 드라마
- 2015년 MBC 《그녀는 예뻤다》 - 한나 역
- 2015년 KBS 2TV 《발칙하게 고고》 - 김나연 역
- 2015년 네이버TV 《달콤한 유혹》 (웹 드라마)
- 2015년 네이버TV 《먹는 존재》 (웹 드라마) - 공원 여대생 역
- 2017년 KBS 2TV 《쌈 마이웨이》 - 고동희 역
- 2019년 OCN 《보이스 3》 - 공세미 역
- 2019년 TvN 《싸이코패스 다이어리》
- 2020년 네이버TV 《잘 하고 싶어》 (웹 드라마) - 한채빈 역
- 2023년 babayo 《린자면옥》 (웹 드라마) - 익선 역
- 2023년 JTBC 《닥터 차정숙》  - 황미라 역

#### 예능
- 2020년 유튜브 《조은유 EUNYOO IS》 (웹 예능) - 진행자 (2020.03.23~)

#### 라디오
- 2019년 KBS 쿨FM 《정은지의 가요광장》 - 출연자 (2019.07.11~2022.02.27)

### 영화
- 2019년 《광대들: 풍문조작단》 - 기생 2 역
- 2020년 《해치지않아》 - 유치원 선생 1 역
- 2023년 《리버스》 - 동연 역
- 2024년 《대치동 스캔들》

### 뮤직비디오
- 2015년 태익 - 〈오늘은 말할래〉

### 광고
- 2015년 아모레퍼시픽 아모스
- 2020년 아쿠아스 플레이버 워터